# Caballeros que dicen Ní
Los Caballeros que dicen "ní" son unos personajes ficticios creados por Monty Python para la película Monty Python and the Holy Grail. En el film aparecen como personajes antagónicos que aprovechan su poder de decir "ní" para aterrorizar a aquellos que se niegan a apaciguarles con una almáciga.

## Características

### Descripción
Se desconoce el número exacto de miembros, aunque en la película aparecen seis. Habitan un bosque brumoso y, a todas luces, tenebroso, y portan cascos con cornamentas y cuerdas. El líder del grupo, interpretado por Michael Palin, es el único que mantiene conversaciones verbales con sus víctimas.
A diferencia de los demás, el cabecilla dobla en estatura al Rey Arturo y porta un casco con astas de ciervo, mientras que los otros portan cuernos de vaca.
El enorme caballero explica a Arturo y los suyos que son "los guardianes de las palabras sagradas 'ni', 'peng' y 'nííí-wom'. Arturo le confiesa atribulado a Bedivere que "aquellos que les escuchan, a duras penas viven para contarlo".

### Objetivos
Los Caballeros que dicen "ni" piden al Rey Arturo y a sus hombres un sacrificio a cambio de dejarles cruzar el bosque, amenazándoles abiertamente y sin remilgos con decir "ni" de forma y manera incesante. El sacrificio en cuestión consiste en traerles una almáciga. Pero que debe ser bonita y que no cueste mucho.
Arturo y los suyos no tienen más remedio que cumplir con el mandato (porque para llegar al Puente de la Muerte tienen que cruzar obligatoriamente ese bosque). Llegan a un pequeño pueblo y, desesperados en la búsqueda de una almáciga, atormentan con el poder del "ni" a una anciana pordiosera que se niega a cooperar. La escena es dramática, pues Arturo y sus hombres repiten una y otra vez "ni" a la vieja, que suplica clemencia. Nuestros héroes son interrumpidos por Roger, un vendedor de almácigas que pasaba casualmente por allí con su carro y que lamenta ver cómo la ley permite que cualquier rufián diga "ni" a una persona mayor. Roger se presenta como diseñador y vendedor de almácigas, indicando que le llaman almaciguero mayor, y Arturo y sus hombres consiguen su objetivo de hacerse con una almáciga y se la llevan, raudos, a los Caballeros que dicen "ni".
Estos admiten la buena calidad de la almáciga; sin embargo, no les permiten pasar porque, inopinadamente, han decidido pasar a ser los Caballeros que dicen "Ekkee Ekkee Ekkee Ekkee Ptang Zoo Boing", y exigen otra prueba: buscar otra almáciga, pero ligeramente más alta que la anterior para colocarla en un nivel superior con un sendero por medio. Y añaden que Arturo debe talar el árbol más alto del bosque con un arenque. Ante este nuevo obstáculo, el rey de los bretones objeta, no sin razón, que talar un árbol con un arenque es imposible. La respuesta de Arturo provoca una inesperada reacción de horror en los Caballeros que antes decían "ni" y ahora ""Ekkee Ekkee Ekkee Ekkee Ptang Zoo Boing", ya que son incapaces de tolerar la palabra "es". Esta situación es aprovechada por los hombres de Arturo para huir valientemente, cruzar el bosque y seguir su búsqueda del Grial.

## Detalles de la película
En el primer borrador de la película, se sugirió que el caballero interpretado por Palin se subiese a los hombros de John Cleese. En los comentarios del DVD, este primero declaró que el término "ní" estuvo inspirado en The Goon Show y que también dirían: "Níííow... wum... ping".

## Estudio contemporáneo
Los Caballeros que dicen Ní han sido citados como ejemplo de lo que es una desestimación intencional de la exactitud histórica del neomedievalismo, el cual entra en contraste con la inexactitud histórica en varias obras del género fantástico. Sin embargo, en Medievalisms: Making the Past in the Present, los autores sugieren que los personajes principales del film de Monty Python representan el medievalismo en lugar del neomedievalismo tal como se refleja en las escenas inspiradas en textos e ideas de la época.
Respecto a los caballeros, en una de las escenas, los autores sugieren que la dificultad de Sir Bedivere para pronunciar correctamente "ní" a pesar de su simplicidad se debe a las dificultades para pronunciar el inglés medio en alusión al gran desplazamiento vocálico introducido en el idioma inglés a finales del periodo medieval.